# Science-Fiction-Jahr 1867
Übersicht

◄◄ | ◄ | 1863 | 1864 | 1865 | 1866 | Science-Fiction-Jahr 1867 | 1868 | 1869 | 1870 | 1871 | ► | ►►

Weitere Ereignisse

## Neuerscheinungen Literatur
| Deutscher Titel              | Deutschsprachiges Erscheinungsjahr | Originaltitel                  | Autor       | Anmerkungen |
| ---------------------------- | ---------------------------------- | ------------------------------ | ----------- | ----------- |
| Die Kinder des Kapitän Grant | 1875                               | Les enfants du capitaine Grant | Jules Verne |             |

## Geboren
- Richard Baerwald († 1929)
- Rudolf Martin († 1939)
- Walther Rathenau († 1922)
- Gertrud Wertheim († 1927)